# اچ‌ام‌اس پوزئیدون (پی۹۹)

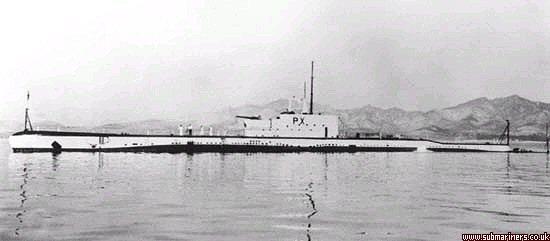
قسمتی از اچ‌ام‌اس فونیکس

اچ‌ام‌اس پوزئیدون (پی۹۹) (به انگلیسی: HMS Poseidon (P99)) یک زیردریایی بود که طول آن ۲۶۰ فوت (۷۹ متر) بود. این زیردریایی در سال ۱۹۲۹ ساخته شد.